# Maannacht
Maannacht is een hoorspel van Stanisłav Lem. Noc księżycowa dateert van 1963 en werd op 3 mei 1976 onder de titel Die Mondnacht door de Bayerischer Rundfunk uitgezonden. In de vertaling van Willy Wielek-Berg zond de KRO het uit op dinsdag 31 mei 1977 (met een herhaling op dinsdag 15 augustus 1978). De regisseur was Léon Povel. De uitzending duurde 45 minuten.

## Rolbezetting
- Huib Broos (Dr. Mills)
- Piet Ekel (Maander, de computer)
- Hans Hoekman (Houston)
- Frans Kokshoorn (NBC News)
- Gees Linnebank (Dr. Blopp)

## Inhoud
Dr. Blopp en Dr. Mills, twee maanonderzoekers, moeten kort voor hun aflossing vaststellen, dat de druk in hun onderzoeksstation op de maan snel afneemt en dat de zuurstofvoorraad tot de aankomst van de reddende raket nog voor slechts een van hen zal volstaan. Onuitgesproken gevolgtrekking in de hoofden van beide maanonderzoekers: een van hen moet sterven. In de strijd om te overleven proberen ze elkaar om te brengen. Daarbij is er echter een probleem: een achter onbreekbaar pantserglas gedeponeerde, niet uitschakelbare bandrecorder tekent elk geluid in het onderzoeksstation en elk gesproken woord op - de dader zou dus aan de hand van deze band opgepakt kunnen worden. Nu proberen ze beiden de band te misleiden. Er begint een pokerspel om leven en dood…